# Julius Müthel

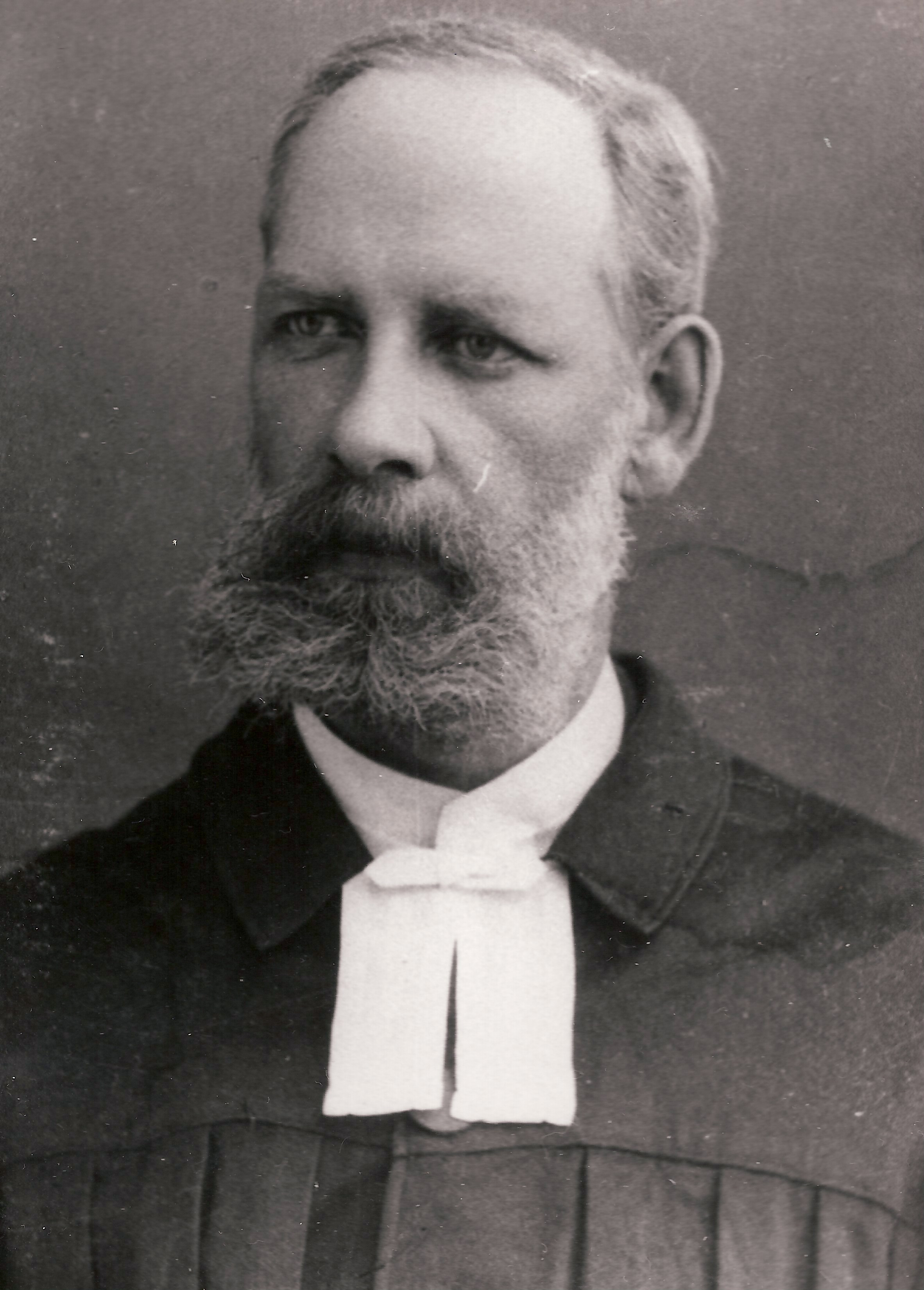
Hermann Julius Müthel

Julius Müthel (* 18. August 1841 in Schujen; † 21. August 1906 in Riga) war ein deutsch-baltischer lutherischer Theologe.

## Leben
Müthel besuchte das Dorpater Gymnasium vom August 1858 bis Dezember 1860. Er studierte von 1862 bis 1865 Theologie an der Kaiserlichen Universität Dorpat. Die Ordination zum Prediger erfolgte in Riga am 17. Februar 1867. Als Prediger der lutherischen Kirche war er an drei Kirchen tätig: 1870–1883 in Lubahn, 1883–1887 an der Jesuskirche in Riga, 1887 bis 1903 an der St.-Annen-Kirche in St. Petersburg.
Im Rahmen der Neufassung der Agende der Evangelisch-lutherischen Kirche in Russland verfasste Müthel in den 1890er Jahren eine Reihe theologischer Schriften, die einen bestimmenden Einfluss auf die Erstellung der Gottesdienstordnung hatten.

## Veröffentlichungen
- Ein wunder Punkt in der lutherischen Liturgie. Leipzig, Rudolph Hartmann, 1895
- Nochmals Sätze über unsere lutherische Consecrations-Liturgie im Abendmahls-Akte. Leipzig, Deichertsche Verlagsbuchhandlung Nachf. 1896
- Zur Konsekrationsliturgie im Abendmahlsakte. In: Neue kirchliche Zeitschrift 7 (1896)
- Zur Beantwortung in Sachen des Konsekrationsstreites In: Sächsisches Kirchen- und Schulblatt Nr. 29, Leipzig 20. Juli 1899
- Zur Beantwortung. In: Beilage zum Sächsischen Kirchen- und Schulblatt, Nr. 20, 1898
- Schlusswort zur Agendenarbeit. Naumburg 1898
- Kreuz und Krone. Predigten für das ganze Kirchenjahr. Jonck u. Poliewsky, Riga, 1908